# Saint-Andéol (Drôme)
Saint-Andéol település Franciaországban, Drôme megyében. Lakosainak száma 83 fő (2022. január 1.). Saint-Andéol Eygluy-Escoulin, Marignac-en-Diois, Ponet-et-Saint-Auban, Sainte-Croix, Saint-Julien-en-Quint és Vachères-en-Quint községekkel határos.

## Népesség
A település népessége az elmúlt években az alábbi módon változott:
| Lakosok száma | 55   | 27   | 23   | 49   | 64   | 78   | 83   | 84   | 85   | 83   |
|               | 1968 | 1982 | 1990 | 2006 | 2013 | 2015 | 2017 | 2019 | 2020 | 2022 |